# Hajimete no Happy Birthday!
Singles de Country Musume ni Ishikawa Rika (Morning Musume)
Koibito wa Kokoro no Ōendan
(2001)
Singles par Country Musume
Koi ga Suteki na Kisetsu
(2000)
 Hajimete no Happy Birthday!  (初めてのハッピーバースディ!) est le 5e single du groupe de J-pop Country Musume, et son premier single en tant que Country Musume ni Ishikawa Rika (Morning Musume) avec Rika Ishikawa du groupe Morning Musume.

## Présentation
Le single sort le 18 avril 2001 au Japon sur le label zetima, produit par le chanteur Yoshitake Tanaka, écrit et composé par Tsunku. Il sort neuf mois après le précédent single du groupe, Koi ga Suteki na Kisetsu, sorti en duo. Ses deux chanteuses sont désormais rejointes par une troisième, présentée comme une invitée et non une membre à part entière : Rika Ishikawa, qui fait partie en parallèle du groupe à succès affilié Morning Musume ; le nom du groupe est modifié en conséquence.
Les disques du groupe seront également désormais distribués au niveau national, ses quatre premiers singles ayant eu une distribution limitée. Ce premier single du trio en major est un succès qui atteint la 4e place du classement de l'oricon ; il reste classé pendant six semaines, se vendant à 142 340 exemplaires durant cette période, et restera le disque le plus vendu du groupe sous ses diverses appellations.
La chanson-titre figure en deux versions sur le single, en plus de sa version instrumentale.
Sa version normale figurera sur le premier album du groupe, Country Musume Daizenshū 1 qui sort en fin d'année, puis sur les compilations Country Musume Daizenshū 2 de 2006 et Country Musume Mega Best de 2008. Sa version "country" en "face B" figurera quant à elle sur la compilation commune du Hello! Project Petit Best 2 ~3, 7, 10~ de fin d'année.

## Membres
- Rinne
- Asami
- Rika Ishikawa

## Liste des titres
1. Hajimete no Happy Birthday!  (初めてのハッピーバースディ!?)
2. Hajimete no Happy Birthday! (country version)  (初めてのハッピーバースディ!...?)
3. Hajimete no Happy Birthday! (Instrumental) (初めてのハッピーバースディ!...?)